# Potamon ibericum
Potamon ibericum — вид прісноводних крабів родини Potamidae. Єдиний вид роду Potamon на території України, де представлений реліктовим підвидом Potamon ibericum tauricum Czernjavski, 1884, ендеміком Криму. Поширений переважно у гірських річках узбережжя Чорного та Егейського морів. Раритетний вид, занесений до Червоної книги України та ряду інших природоохоронних документів. 

## Опис
Довжина тіла до 4 см, ширина — до 5 см, вага до 50 г. Самиці мають широкі закруглені сегменти черевця, у самців вони вузькі та загострені. Забарвлення верхньої частини панцира темно-буре, нижньої — світле. Дистальні частини кінцівок рожевуваті. Суборбітальне поле в середній частині має кілька (4—7) великих гранул. 

## Поширення
Ареал виду охоплює Північно-Східну Грецію, на обох берегах Чорного моря і до Каспійського; існує інтродукована популяція на півдні Франції. 
Рід Potamon походить з Південно-Східної Азії, у міоцені широко розселився до Західної Європи, завдяки здатності пересуватись суходолом на досить великі відстані. Після льодовикового періоду ареал цих крабів дуже скоротився.

## Особливості біології
Зустрічаються у гірських річках (до висоти 800 м) та пов'язаних з ними ставках, потребують чистої та жорсткої (з солями кальцію) води. Можуть жити на берегах річок, викопуючи нірки у вологому ґрунті. Вночі та у дощову погоду можуть переходити з однієї водойми до іншої. Линяння дорослих крабів відбувається раз на рік, молодь линяє частіше, по мірі росту. Харчуються здебільшого детритом, опалим листям, нитчастими водоростями. Також споживають дрібних ракоподібних, молюсків та інших безхребетних.

### Розмноження
У циклі розвитку прісноводних крабів внаслідок незвичайного способу життя відсутня планктонна личинкова стадія (зоеа), характерна для інших представників крабів. Плодючість самиці невелика (до 300 ікринок). У період нересту самці жорстоко б'ються за самицю. Запліднену ікру та личинок самиця носить із собою на черевних ніжках. На 5 — 7 добу личинки залишають матір та переходять до самостійного життя.

## Охорона
Раритетний вид ракоподібних, занесений до Червоної книги України (охоронна категорія: зникаючий вид), а також до Червоного списку МСОП (вид, близький до стану загрози зникнення),  а також до Червоної книги Чорного моря (брак даних про вид на рівні Чорного моря; вид перебуває в небезпечному стані в українському секторі моря). На регіональному рівні в Україні занесений до Червоної книги АР Крим.
Чисельность в останні роки скорочується внаслідок надмірного водозабору, спрямлення русел, гідробудівництва, забруднення річок побутовими відходами, рекреації, вилову крабів відпочиваючими. 
Краб охороняється в Ялтинському гірсько-лісовому природному заповіднику.  

## Практичне значення
Аматори розводять прісноводних крабів в акваріумах. 
Нацбанк України випустив у 2000 році монету номіналом 2 гривні на честь прісноводного крабу.

## Галерея

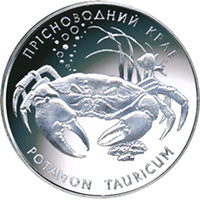
Монета номіналом 2 гривні із зображенням прісноводного краба (2000)